# Vigoulet-Auzil
Vigoulet-Auzil è un comune francese di 976 abitanti situato nel dipartimento dell'Alta Garonna nella regione dell'Occitania.

## Società

### Evoluzione demografica
Abitanti censiti